# مد أحمر

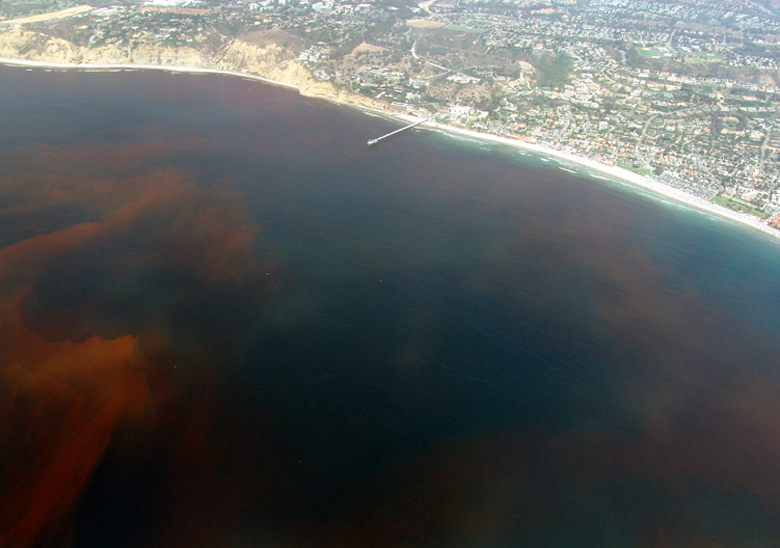
إحدى سواحل كاليفورنيا في الولايات المتحدة بعد تعرضها لظاهرة المد الأحمر.

المد الأحمر هو ظاهرة طبيعية بيئية تحدث بسبب ازدهار مؤذي لنوع أو أكثر من العوالق أو الطحالب النباتية في مياه البحار أو البحيرات مما يسبب تغير لون المياه بشكل واضح، معظم الوقت يتغير اللون إلى الأحمر، ولكن قد يتراوح لون المياه ما بين البني، البرتقالي، الأصفر الفاتح، الأخضر والوردي، حيث يعتمد اللون الناتج على لون العوالق النباتية التي سببت الظاهرة. ولكن تغير لون المياه ليس دلالة على ظهور المد الأحمر، حيث أن تغير اللون قد يحدث لأسباب أخرى مثل التلوث الكميائي أو العضوي ولا يسمى تغير اللون لأسباب غير العوالق النباتية بالمد الأحمر.
وتسبب هذه الظاهرة تسمما شديدا في المياه إضافة إلى الكثير من الأخطار الأخرى. تعرف ظاهرة المد الأحمر علميا بـ ازدهار مؤذي للعوالق، حيث أن الظاهرة في الحقيقة لا علاقه له بالمد ولونه ليس دائما أحمر، بالإضافة يطلق اسم المد الأحمر أحيانا على ظواهر ازدهار العوالق غير المؤذية.

## دورة الحياة
عندما تكون الأحوال البيئية غير موازية، تنتج بعض أنواع الطحالب حويصلات تسمى أبواغ. تستقر الأبواغ في القاع وقد تبقى هناك في حالة سكون لمدة شهور أو سنوات بانتظار أحوال بيئية مناسبة. وعند تحسن الأحوال وتزايد نسبة المغذيات، خاصة عندما تكون درجات الحرارة والإضاءة مناسبين، تتحرك الأبواغ إلى الأعلى وتبدأ بالنمو.
عندما تنمو الأبواغ، تتفتح وتتحول إلى خلايا سابحة. تتكاثر هذه الخلايا عن طريق التكاثر لا جنسيا، وذلك من خلال الانقسام إلى خلاية أخرى والتي يصل عددها إلى ما بين ستة وثمانية آلاف خلية وهذا يسبب حدوث المد الأحمر. عندما ينخفض مستوى المغذيات في الماء تصل الخلايا إلى نهاية دورة الحياة حينما يتوقف تكاثرها وتتحول إلى أبواغ تهبط إلى القاع إلى أن تتحسن الأحوال للنمو مرة أخرى.

### البدء
هذه المرحلة تحتاج إلى تواجد عدد كاف من الأبواغ أو الخلايا في منطقة معينة في ظروف بيئية ملازمة. قد تصل هذه الخلايا إلى المنطقة من خلال نقلها بواسطة الرياح أو التيارات أو قد تنبع من أبواغ في المنطقة نفسها. الخلايا التي تنبع في المنطقة تكون مدفونة في قاع البحر على شكل أبواغ والتي تحولت من خلايا عند ازدهار العوالق في وقت سابق في المنطقة نفسها.

### النمو
تنمو الطحالب بسرعات مختلفة حسب سبب ظهور الظاهرة وأيضا حسب نوع الخلايا. وسرعة انقسام الخلايا عادة تكون حوالي خلية أو خليتان في اليوم. وقد تقفز هذه السرعات إلى أضعاف المعتاد حتى أن لون الماء يتغير لتصبح ظاهرة للعين المجردة. هذه المرحلة قد لا تتجاوز العدة أيام.

### الثبات
في هذه المرحلة يكون لون الماء قد تغير، ومن الممكن رؤية هذا التغير بالعين المجردة. مدة ثبات الظاهرة قد يكون عدة أيام، أو أسابيع أو شهور، وبعض الأحيان قد يكون ساعات وتعتمد المدة على عوامل عدة. وكلما زادت فترة الظاهرة تزيد خطورتها وعندئذ تسبب موت الأسماك وتسمم المياه.

### الانهيار
هذه المرحلة تخص انحسار المد الأحمر وعودة المياه إلى لونها الطبيعي. وسبب ذلك هو نقص الأحوال التي تسمح للخلايا في العيش.

## أسباب انتشاره
ويعتبر تكاثر ونمو هذه (البلانكتونات) من أهم العمليات الحيوية لكونها الأساس الأول الذي تبدأ من خلاله السلسلة الغذائية، وذلك لأن جميع الكائنات البحرية سواء في المياه المالحة أو العذبة تحتاج لتكاثر هذه الطحالب لاستمرارية تواجدها في الطبيعة. وتنقسم الهوائم أو(لبلانكتونات) إلى قسمين رئيسين هما: هوائم نباتية أو (فيتوبلانكتون) والتي تعتبر السبب الرئيسي لحدوث الظاهرة، والهوائم الحيوانية أو (الزوبلانكتون).

## المخاطر والمشاكل
يؤدي تسبب البحر بالمد الأحمر إلى بعض المخاطر حيث أن العوالق قد تفرز السموم أو من خلال حجم الكتلة الحية لها، من هذه المخاطر:
- اختناق الأسماك أثناء ازدهار المد الأحمر من خلال انسداد فتحات خياشيم الأسماك.
- يسبب المد الأحمر نضوب الأكسجين المذاب في الماء، مما يؤدي إلى موت الكائنات البحرية.
- تتكاثر الجراثيم ويفسد الماء من خلال تحلل العوالق المسببة للمد الأحمر، ويسبب هذا أمراض للكائنات البحرية.
- تتغذى بعض المحاريات على بعض أنواع العوالق السامة والتي تقوم بتخزين السم، والتي تؤثر على الإنسان عند تناوله تلك المحاريات، وقد تؤثر هذه السموم على الجهاز العصبي للإنسان.

## = التأثيرات البيئية

### للحد من أضرار المد الأحمر
للحد من أضرار هذه الظاهرة يمكن القيام بعدة خطط تقع أساسا على عاتق السلطات والحكومات. ومن هذه الطرق
- معالجة مياه الصرف الصحي قبل إلقائها في المسطحات المائية
- دراسة البيئة عند القيام بإنشاء مزارع للأسماك وعند إقامة المنتجعات السياحية
- التوعية للصيادين ومرتادي السواحل بهذه الظاهرة حتى يتجنبوا التعرض لهذه المياه أو شربها

### السموم
قد يُسبب ظهور المد الأحمر إلى تسمم الإنسان من خلال تناول الكائنات البحرية، خاصة المحاريات، أو أحيانا عند ملامسة الماء حيث أن بعض العوالق المسببة للمد الأحمر قد تفرز السموم. بعض هذه السموم هي:

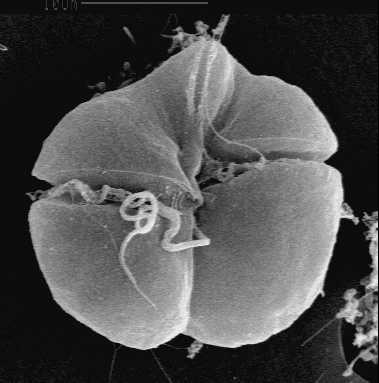
نوع من العوالق المعروف بKarenia brevis ، المؤدي إلى تسمم المحاريات العصبي.

| المتلازمة                              | الكائن المسبب                                                                         | المناطق المتضررة |
| -------------------------------------- | ------------------------------------------------------------------------------------- | --- |
| تسمم المحاريات المسببة لفقدان الذاكرة  | Pseudo-nitzchia spp. الذي يفرز حامض دوميو                                             | الساحل الغربي للولايات المتحدة بالإضافة إلى ألاسكا الساحل الغربي لكندا جورجز بانك تشيلي أستراليا نيوزيلندا المملكة المتحدة              |
| تسمم المحاريات المسببة أزاسبير الحمضية | Protoperidinium crassipes                                                             | إنجلترا اسكتلندا إيرلندا فرنسا إسبانيا المغرب نرويج                                                                                     |
| تسمم سيجاترا نتيجة تناول لحوم الأسماك  | Gambierdiscus toxicus وأخرى                                                           | هاواي خليج المكسيك بورتو ريكو بحر الكاريبي أستراليا عدة جزر في المحيط الهادي                                                            |
| تسمم المحاريات المسببة للإسهال         | Dinophysis spp. و Prorocentrum lima الذي يفرز سم حامض الأكادياك                       | أوروبا اليابان الساحل الغربي لكندا جنوب أفريقيا تشيلي نيوزيلندا أستراليا                                                                |
| تسمم المحاريات العصبي                  | دوارة كارين القصيرة ودوارة كارين قصيرة الثلم و أخرى                                   | ساحل خليج الولايات المتحدة نيوزيلندا |
| سم القشريات المسبب للشلل               | Alexandrium spp. و Gymnodinium catenatum و Pyrodinium bahamense var.compressum و أخرى | الساحل الغربي للولايات المتحدة بالإضافة إلى ألاسكا نيو إنجلاند كندا تشيلي البرازيل أوروبا جنوب أفريقيا آسيا أستراليا نيوزيلندا أستراليا |
| حكة السبانخ (الموجد تحت الارض )        | لينبيا                                                                                | أستراليا فلوريدا المناطق الاستوائية والشبه استوائية                                                                                     |